# Lathrolestes protrusus
Lathrolestes protrusus là một loài tò vò trong họ Ichneumonidae.